# Funcția gamma

Graficul funcției gamma pe o parte din axa reală

În matematică, funcția gamma, reprezentată prin litera grecească Γ = gamma majusculă, este o funcție care extinde noțiunea de factorial de la numerele întregi la numerele reale și complexe. Pentru un număr complex z cu partea reală pozitivă, funcția gamma se definește ca
{\displaystyle \Gamma (z)=\int _{0}^{\infty }t^{z-1}e^{-t}\,dt\;.}
Această definiție poate fi extinsă la tot restul planului complex, cu excepția numerelor întregi nepozitive. 
Dacă n este un număr întreg pozitiv, atunci
{\displaystyle \Gamma (n)=(n-1)!\,}
ceea ce arată legătura funcției gamma cu factorialul numerelor întregi pozitive. Funcția gamma generalizează funcția factorial la valori neîntregi și complexe ale lui n.
Funcția gamma este o componentă a mai multor distribuții de probabilitate, și deci are aplicații în domeniile probabilităților, statisticii, și combinatoricii.

## Definiție

### Definiția principală

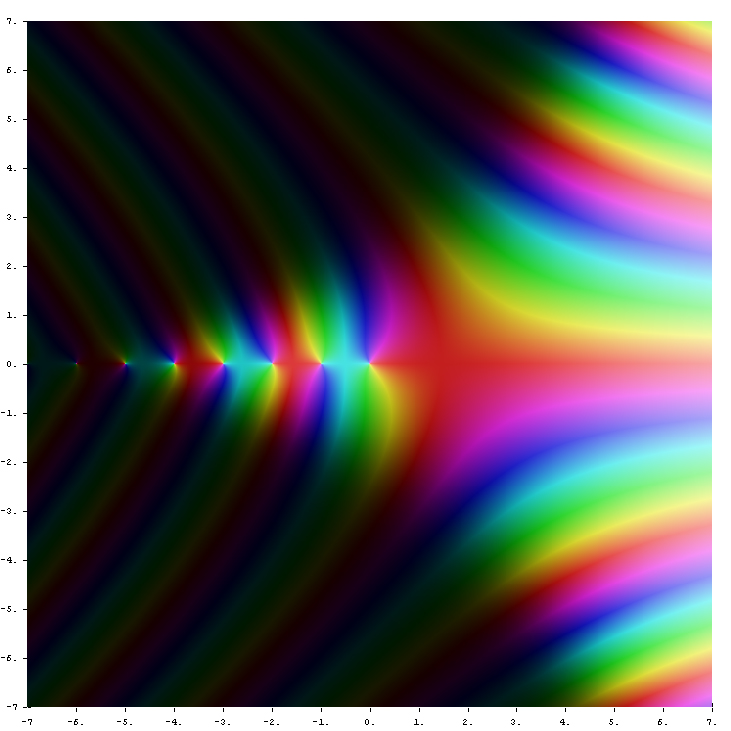
Versiunea extinsă a funcției gamma în planul complex

Notația Γ(z) i se datorează lui Adrien-Marie Legendre. Dacă partea reală a numărului complex z este pozitivă (Re[z] > 0), atunci integrala
{\displaystyle \Gamma (z)=\int _{0}^{\infty }t^{z-1}e^{-t}\,dt}
este absolut convergentă. Folosind integrarea prin părți, se poate arăta că
{\displaystyle \Gamma (z+1)=z\,\Gamma (z).\,\,\,\,\,\,\,\,\,\,\,\,\,\,\,\,\,\,\,\,\,\,\,\,\,\,\,\,\,\,\,\,\,\,\,\,\,\,\,\,\,\,\,\,\,\,\,\,\,\,\,\,\,\,(1)\,\!}
Această ecuație funcțională generalizează relația n! = n×(n-1)! a funcției factorial. Se poate evalua Γ(1) analitic:
{\displaystyle \Gamma (1)=\int _{0}^{\infty }e^{-t}dt=\lim _{k\rightarrow \infty }-e^{-t}|_{0}^{k}=-0-(-1)=1.}
Combinând aceste două relații rezultă că funcția factorial este un caz particular al funcției gamma:
{\displaystyle \Gamma (n+1)=n\,\Gamma (n)=\cdots =n!\,\Gamma (1)=n!\,}
pentru orice număr natural n. 

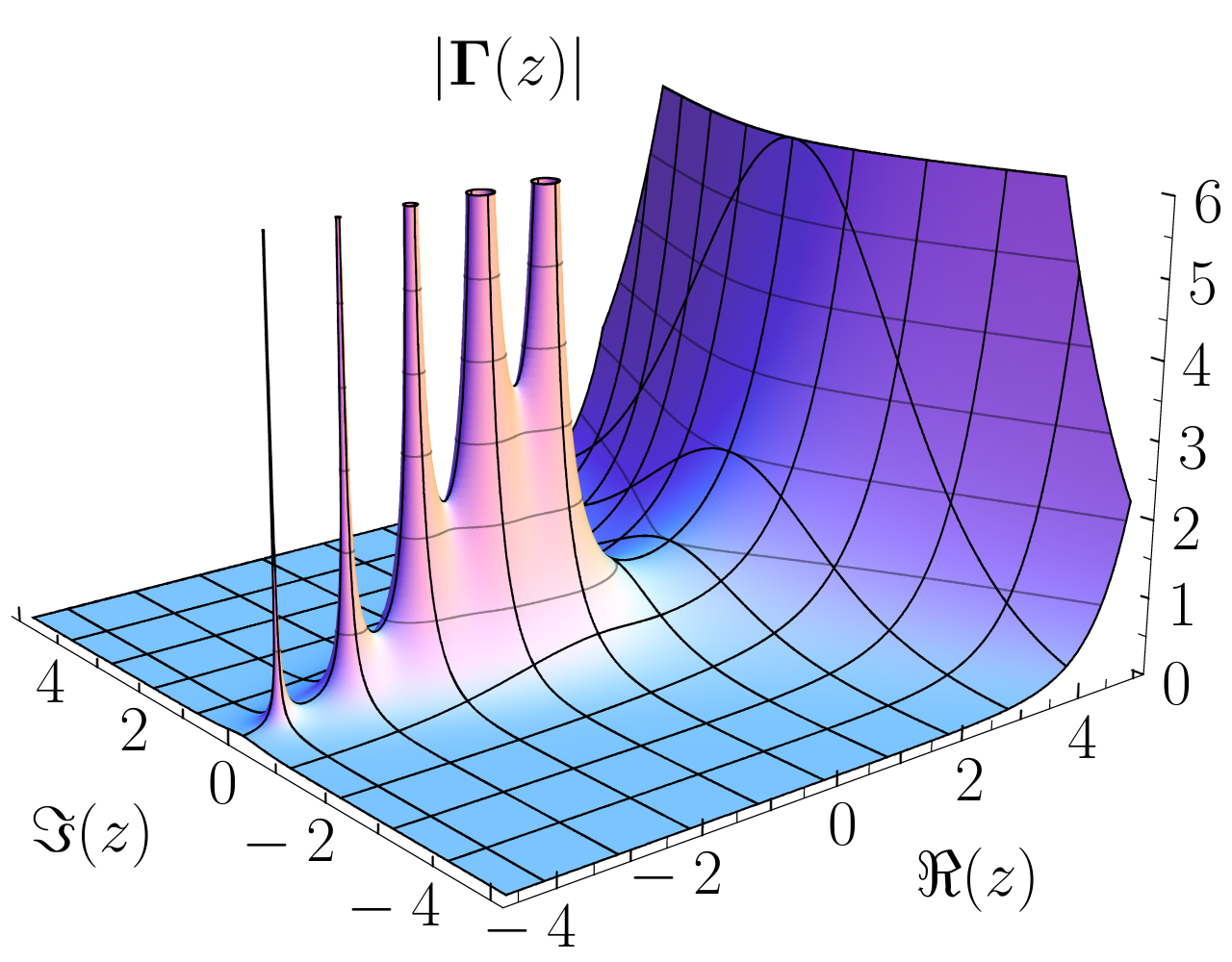
Valoarea absolută a funcției gamma în planul complex.

Identitatea (1) poate fi folosită și pentru a extinde Γ(z) la o funcție meromorfă definită pentru toate numerele complexe z în afara lui 0 și pentru numerele întregi negative (se poate calcula că z = −n este doar un pol cu reziduul (−1)n/n!). Această versiune extinsă este numită de obicei funcție gamma.

### Definiții alternative
Următoarele definiții cu produs infinit ale funcției gamma, datorate respectiv lui Euler și Weierstrass, sunt corecte pentru toate numerele complexe z, cu excepția numerelor negative:
{\displaystyle {\begin{aligned}\Gamma (z)&=\lim _{n\to \infty }{\frac {n!\;n^{z}}{z\;(z+1)\cdots (z+n)}}={\frac {1}{z}}\prod _{n=1}^{\infty }{\frac {\left(1+{\frac {1}{n}}\right)^{z}}{1+{\frac {z}{n}}}}\\\Gamma (z)&={\frac {e^{-\gamma z}}{z}}\prod _{n=1}^{\infty }\left(1+{\frac {z}{n}}\right)^{-1}e^{z/n}\\\end{aligned}}}
unde γ este constanta Euler–Mascheroni.
Se poate arăta că definiția lui Euler satisface ecuația funcțională (1) de mai sus, după cum urmează. Dat fiind z diferit de 0, -1, -2, ...
{\displaystyle {\begin{aligned}\Gamma (z+1)&=\lim _{n\to \infty }{\frac {n!\;n^{z+1}}{(z+1)\;(z+2)\cdots (z+1+n)}}\\&=\lim _{n\to \infty }\left(z\;{\frac {n!\;n^{z}}{z\;(z+1)\;(z+2)\cdots (z+n)}}\;{\frac {n}{(z+1+n)}}\right)\\&=z\;\Gamma (z)\;\lim _{n\to \infty }{\frac {n}{(z+1+n)}}\\&=z\;\Gamma (z).\\\end{aligned}}}
Altfel, se poate arăta că:
{\displaystyle \Gamma (z+1)=\int _{0}^{\infty }e^{-t^{1/z}}\,dt.\,\!}